# Eurypylos (Sohn des Telephos)

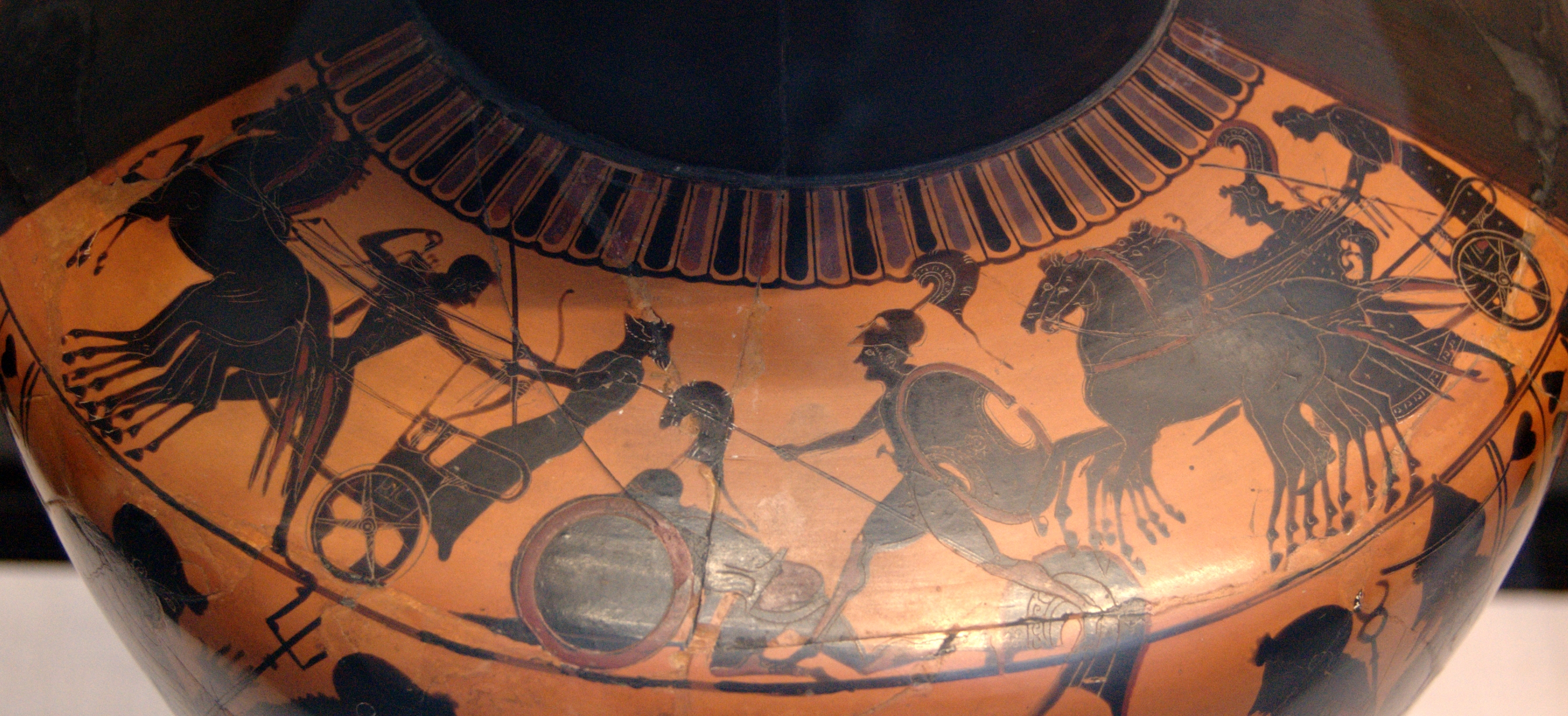
Neoptolemos tötet Eurypylos, attisch-schwarzfigurige Amphora des Antimenes-Maler, um 510 v. Chr., Antikensammlung des Martin von Wagner Museums (L 309)

Eurypylos (altgriechisch Εὐρύπυλος Eurýpylos) ist in der griechischen Mythologie König von Mysien, am Fluss Kaïkos. Er war der Sohn des Herakliden Telephos (daher der Telephide) und der Schwester des Priamos, Astyoche (nach anderen war Astyoche Eurypylos’ Gattin).
In der letzten Phase des Trojanischen Kriegs wünschte sich Priamos militärische Unterstützung von Seiten des Eurypylos und wirkte in diesem Sinne auf dessen Mutter Astyoche ein. Aber Astyoche wollte aus Angst um das Leben ihres Sohns zunächst nichts davon wissen, bis ein Geschenk des Priamos, ein goldener Weinstock (den Zeus einst dem Laomedon gegeben hatte), sie bewog, Eurypylos doch den Troern zu Hilfe zu schicken. Dabei handelte sie entgegen dem Versprechen des Telephos, der für sich und seine Nachfahren geschworen hatte, die Griechen nicht zu bekriegen. Als tapferer Kämpfer und Verbündeter seines Onkels, des Königs Priamos, führte Eurypylos dann den Trojanern starke Hilfstruppen von Keteiern (Mysiern) zu.
Nach Nireus (König von Syme) galt Eurypylos als der zweitschönste Held (bei Homer erst nach Memnon). Im Kampf tötete er Nireus und den Arzt Machaon, ferner Bukolion, Nesos, Chromios, Antiphos, Peneleos (König von Theben), Eurytos (König der Epeier und Taphier), Menoikios und Harpalos (Waffengefährte des Odysseus).
Nachdem Eurypylos im Zorn über seinen gefallenen Freund Meilanion (Sohn des Erylaos und der Kleite) sodann etliche Achaier niedergestreckt hatte, fiel er schließlich selbst durch Neoptolemos, dem Sohn des zu diesem Zeitpunkt bereits getöteten Achilleus. Er wurde am Flussufer des Xanthos vor dem Tor Dardanias bestattet.
Weil Eurypylos den Machaon erschlagen hatte, durfte sein Name später im Tempel des Asklepios zu Pergamon nicht genannt werden, wie er in eben demselben Heiligtum auch in den heiligen Hymnen keine Erwähnung fand. Die Söhne von Eurypylos und Neoptolemos, Grynos und Pergamos, legten den Konflikt ihrer Väter bei.